# ألفرد فوجت
ألفرد فوجت هو أستاذ جامعي سويسري، ولد في 1879 في Menziken ‏ في سويسرا، وتوفي في 1943 في زيورخ في سويسرا.